# Etruščansko zlatarstvo
Etruščansko zlatarstvo je, tako kot druga področja etruščanske civilizacije, posledica zgodovinskih obdobij in našega vedenja o njihovem znanju izdelave nakita, ki je bil najden v kraljevih grobnicah.

## Villanovansko obdobje
Zelo malo nakita iz Villanovanskega obdobja, zgodovine železne dobe c. 1100  do 700 pr. n. št. in je bil odkrit v sodobnem času. Zdi se, da so villanovanski Etruščani pustili malo luksuznih predmetov. Že obstoječi nakit pa potrjuje, da so v Etruriji vložili veliko truda v izdelavo dekorativnih predmetov. Nakit je bil statusni simbol in pomenil, kot v današnjem času, bogastvo in blaginjo.
Tako keramika kot nakit iz tega obdobja so okrašeni s svastikami, cikcak vzorci in trikotniki.

## Orientalizirano obdobje
Zlati nakit se je hitro začel širiti v  orientaliziranem obdobju. To je omogočilo veliko več stiliziranja in pokazalo čudovito izdelavo. Geometrične oblike so bile  reden motiv, da se arheologi sklicujejo na ta motiv kot »orientalizacijsko geometrijski«.
Etruščanski zlati nakit je v tem obdobju še posebej cvetel zaradi zelo bogatega trgovinskega sistema, ki se je razvil v tem času. Etruščani niso izumili svojih dekorativnih tehnik. Sredozemski vplivi so prinesli takšne tehnike kot je granulacija. Sirski in feničanski draguljarji so se naselili v južni Etruriji in učili krajevne vajence umetnost granulacije in filigranstva.
Te tehnike so se najprej razvile na jugu Etrurije. Na površino so sestavljali oblike z majhnimi zlatimi granulami. Treba je bilo paziti, da te majhne granule na površini niso ulivali, temveč so jih spajkali z majhno segreto konico. Različne opustitve in nepravilnosti so bile namenjene temu, da so dale nakitu umetniški značaj. 
Iz Sirije in Fenicije so prinesli druge tehnike izdelave. Na mnoge draguljarje so vplivale njihove ponavljajoče se teme in simboli. Sveti simboli, kot sta sončni disk in polmesec, so bili vključeni v hitro rastoč repertoar Etruščanov. Kasneje so ti popustili svoje zelo stroge geometrijske standarde in dodali orientalsko navdahnjene cvetlične in figurativne elemente. Najboljši nakit je bil še vedno osredotočen v južnih mestnih državah, kot so: Cerveteri, Tarkvinija in Vetulonija.
Gorgona, granatno jabolko, želod, cvetovi lotosa in palma so bili jasen pokazatelj grškega vpliva v etruščanskem nakitu. Modeliranje glave, ki je bila tipična praksa grškega strogega sloga, je bila tehnika, ki se je razširila po celotnem etruščanskem ozemlju. Še jasnejši dokaz novih vplivov je oblika, ki je bila uvedena v obdobju orientalizacije:  bula. Posoda v obliki hruške se je uporabljala za parfum. Njena površina je bila običajno okrašena s tehniko repoussé (tehnika tolčenja kovine) in vgraviranimi simbolnimi figurami.
Še en pogost motiv v etruščanskem nakitu je egiptovski skarabej. V starodavnih egipčanskih kulturah je simboliziral srečo. V Vulci in Tarkviniji se je povečal v zadnjih desetletjih 6. stoletja pred našim štetjem.
V severnih mestnih državicah pa je bil nakit bolj preprost in rafinirani kosi iz Vetrulonije na primer, so okrašeni z drobnimi delci, znanimi kot pulviscolo (zlati prah).
Veliko najdenega nakita ni bil etruščanski, temveč so narejen po svetu. Večina, če ne vse, tehnike etruščanskih zlatarjev niso izumili sami, ker so datirane do 3. tisočletja pred našim štetjem.
Tehnike so prišle iz oddaljenega Bližnjega vzhoda, skupaj z uvoženimi predmeti, ki so jih navdihovali pri izdelavi nakita. Etruščani so te tehnike izpopolnili in jih nato pripeljali do zelo stiliziranega nakita v 7. in 6. stoletju pr. n. št.. Pogosto ti predmeti veljajo za vrhunec njihovih sposobnosti.
Nekateri etruskologi verjamejo, da je najbolj popolna oblika umetnosti bila etruščansko draguljarstvo. Njihovi tehnični dosežki so presenetljivi. Že od začetka so zlatarji obvladali najsodobnejše tehnike. Med pridobljenimi spretnostmi štejejo: tolčenje reliefne dekoracije, znane kot repoussé, filigrann in granuliranje. Vse te metode so bile narejene s preprostimi ali osnovnimi orodji.
Granulacija je bila umetnost okraševanja gladkih površin zlatega nakita z vzorci, sestavljenimi iz majhnih zlitin zrnc. Izmišljena je bila v Mezopotamiji v 3. tisočletju pred našim štetjem in je bila kasneje razširjena v Anatoliji, Siriji, Egiptu, Cipru in Mikenah v Grčiji. Konec bronastodobne civilizacije je prinesel izginotje takšnih prefinjenih umetnosti v Grčiji, a so preživele na Bližnjem vzhodu in od tam so bile v 9. stoletju pr. n. št. ponovno vnesene v Grčiji in v drugi polovici 8. stoletja pr. n. št. še v Italijo.
Filigran je dekorativno delo, izdelano iz tanke zvite žice predvsem v srebru in zlatu, pa tudi v drugih vrstah kovin.
Kombinacija kovin je bila osnovna tehnika. V bistvu ni nobene stvari iz 24-karatnega zlata. Masivno zlato je najbolj upogljiva kovina. Skoraj kot vosek. Da bi izdelali uporaben nakit, so morali Etruščani združiti zlato z drugimi kovinami.
Najpogosteje uporabljena kovina je v teh primerih baker. Večina etruščanskega nakita je iz 18 karatnega zlata, vendar variira do 15 karatov.
Etruščani bi svoje zlato in dragulje oblikovali tudi v kalupe iz kamna.

## Arhaično obdobje
Med nakitom v grobnicah arhaičnega obdobja so bili veliki diskasti uhani. Tehnike tukaj je težko definirati, vendar so dejansko uporabljale granulacijo v koncentričnih vzorcih. Uporabili sta tudi filigran in stekleno pasto. To je bil verjetno trend časa, kot so ga našli v več grobnicah. Diskasti uhani so izvorno lidijski nakit in so postali modni trend v arhaičnem obdobju, pri čemer se močni vzhodni grški vpliv širi v drugi polovici 6. stoletja pr. n. št..
Uhani so bili večinoma izdelani v Vulciju in so bili zelo razširjeni. Težki obeski so postali modni skupaj s cvetličnimi elementi na Bližnjem vzhodu in vsemi drugimi vrstami vpliva, ki so jih dobili Etruščani od drugod v Sredozemlju.
Fibula je postala predmet bliže nakitu v arhaičnem obdobju. V villanovanovanskem obdobju so bile predvsem bronaste. Kljub temu pa so postale predmet okraševanja. 

## Klasično obdobje
Na žalost je bila klasična doba obdobje krize za Etruščane. V 5. stoletju etruščanski nakit trpi za regresijo. Takšne tehnike, kot so filigran in granulacija, postopoma izginejo. Druge, kot so repoussé, se uporabljajo za okraševanje tankih pogrebnih trakov, ogrlic in medaljonov (ali bule). V tem času so modni različni uhani: v obliki grozdja na primer. Taka vrsta bi pokrivala celotno uho in včasih visela do vratu.
V arhaičnem obdobju je bilo »večje boljše«. Veliki viseči uhani, dolge ogrlice in težki obeski ali bule so bili v modni tako za moške kot ženske. Ženske so bile močno okrašene in nosile velike diademe, zapestnice, spirale za lase, težke uhane v obliki grozdov, velike težke obeske (ki jih nosijo tudi moški in otroci).
To je bilo modno vse v 5. in 4. stoletju pr. n. št.. Ogrlice so bile v parih. Nosili so velike ogrlice z izbranimi kroglicami, nato pa še eno z velikim obeskom. Uhani z dolgim ovalnim obeskom in manjšim, ki je visel spodaj, so bili zelo dobro sprejeti v etruščanski skupnosti. V začetku 3. stoletja pr. n. št. so ogrlice in bule še vedno priljubljene kot torc, kjer so bili obroči barve las (živali) ali perje okoli vratu. V pozni klasični dobi je telesni nakit postal vse bolj priljubljen, saj se je moda nagibala k progresivnemu stanju golote. Telesni nakit je bil okras telesa in je bil usklajen z drugimi dodatki, kot so čevlji, držala ogledala, itd.

## Helenistično obdobje
Slogi so ostali priljubljeni v celotnem helenističnem in rimskem obdobju. V helenističnem obdobju je bil za nakit značilen upad tehnike in pretirano kompleksne oblike in dekoracije.
Nakit postane unisex in ga nosijo ljudje, ali so goli ali oblečeni. Na slikah so bile ženske pogosto prikazane samo s copati in ogrlico. Težke ogrlice klasične dobe so sedaj nadomeščene s prameni kroglic in torci.

## Tipi nakita
- Uhani v obliki ploščic, sodčkov, kup
- Obeski z Ahilovo glavo iz Chiusija
- Obeski v obliki bule, amulet za zaščito pred »slabo srečo«
- Fibule
- Zapestnice
- Trakovi
- Diademi

## Imitacije in ponaredki
Norost bogatih potnikov na Grand Tour v 19. stoletju na te okraske je rodila dragulje etruščanske posnetke ali celo ponaredke, s katerimi so zavajali zbiratelje. Delavnica Castellani je tako leta 1859 obnovila etruščansko ovratnico Campana iz Louvra za prodajo kolekcije Campana Napoleonu III.
Večina dragocenosti, ki naj bi bile etruščanskega izvora, so dejansko zgolj predmeti sodobnega oblikovanja starinskih elementov. 
Naslednja dela o tej temi so:
- Ida Caruso, "Stari in skoraj stari" o etruščanskem nakitu kot vir navdiha in ponarejanja  Castellanijev
- Gertrud Platz-Horster, Etruščanski zlatar in imitacije v 19. stoletju